# Protestos de caminhoneiros no Canadá

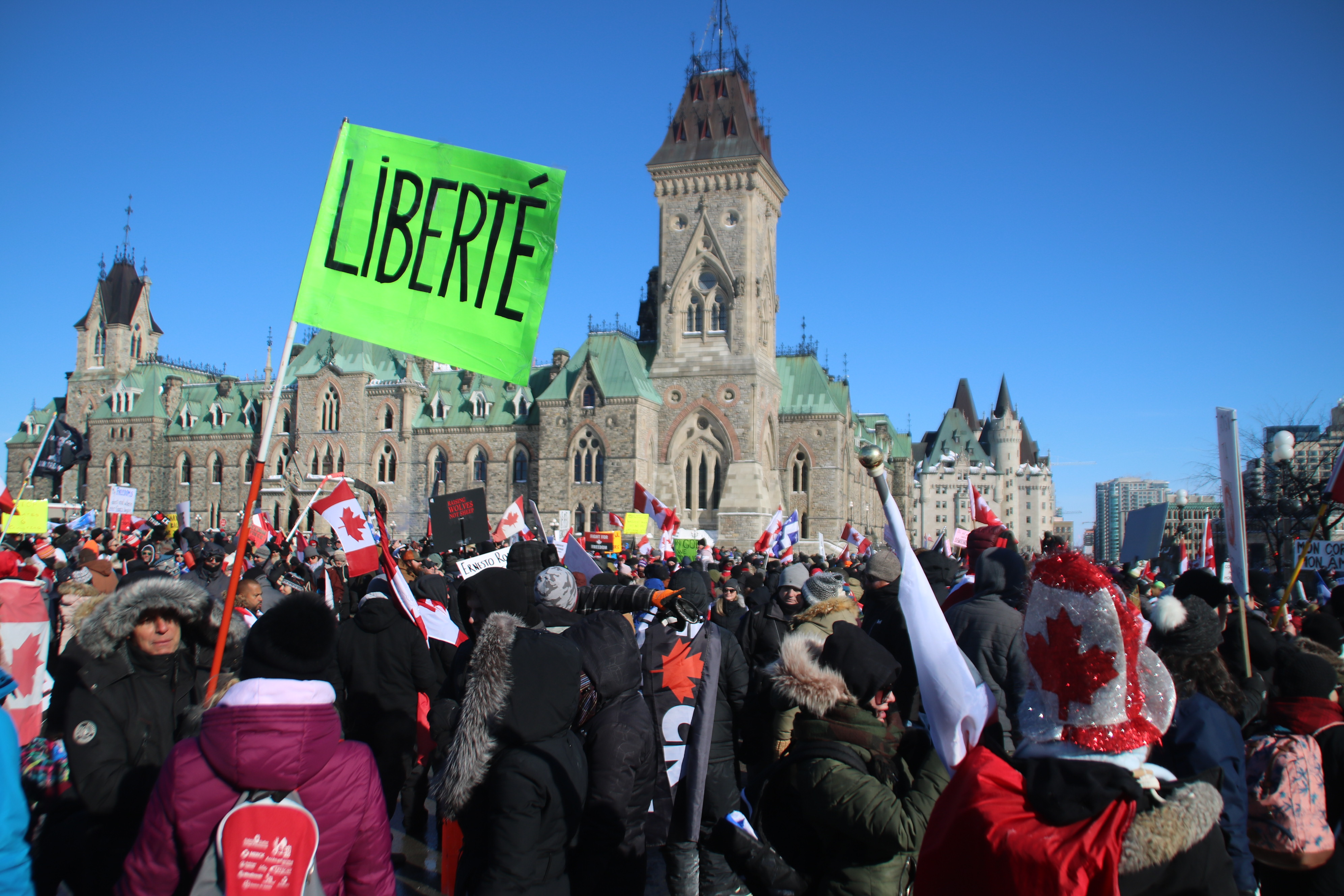
Manifestantes favoráveis ao comboio dos caminhoneiros em frente ao Parlamento Canadense.

Uma série de protestos e bloqueios de estradas no Canadá, chamados Comboio da Liberdade (em inglês: Freedom Convoy 2022; em francês: Convoi de la Liberté) por seus organizadores, foi realizado por motoristas de camiões em 2022.
O comboio seguiu de Toronto na direccão da capital em Ottawa, contra a exigência do passaporte de vacina contra o COVID-19 a esses profissionais que atravessam a fronteira com os Estados Unidos, introduzida pelo governo do Canadá, em 15 de janeiro de 2022. O porta-voz dos protestos, Benjamin Dichter, disse em 29 de janeiro que o comboio de caminhões se prolongava por até 70 quilômetros.
Canais de voz push-to-talk do aplicativo Zello dos manifestantes foram objeto de interrupção coordenada de contra-manifestantes. A música country rock homoerótica Ram Ranch [en] foi usada nesses canais para "trollar" participantes e ouvintes. Os contra-manifestantes iniciaram também a hashtag #RamRanchResistance.
O comboio foi condenado pela indústria de caminhões e por grupos trabalhistas. A Canadian Trucking Alliance afirmou que a maioria dos manifestantes não tinha conexão com as organizações de motoristas de caminhões. Próximo de um bloqueio realizado em Coutts, Alberta, várias armas foram apreendidas pela Real Polícia Montada do Canadá (RCMP) e quatro homens foram presos e acusados por conspiração para cometer assassinato. Autoridades levantaram preocupações sobre o envolvimento de alguns manifestantes com grupos de extrema-direita, incluindo aqueles que promovem a violência e que alguns manifestantes pediram a derrubada do governo federal do Canadá. Algumas fontes chamaram os protestos de ocupação ou cerco.
Segundo uma pesquisa feita pela Nanos Research, de 25 de fevereiro de 2022, cerca de 51% dos canadenses acreditavam que os protestos foram ineficazes, 15% achavam que eram um pouco ineficazes, 20% que eles foram um pouco eficientes, 12% achavam que foram eficazes e 2% não tinham certeza do impacto dos protestos. Outras pesquisas, como uma avaliada pelo The Washington Examiner, indicava que a maioria dos canadenses se opuseram fortemente à abordagem e comportamento dos manifestantes.